# Radio Rancagua
Radio Rancagua es una estación radial chilena ubicada en el 99.5 MHz del dial FM en Rancagua, Chile. También se transmite vía internet en el resto del país y el mundo. Actualmente es la segunda estación de radio más antigua de Chile, después de Radio Sudamérica y tercera antes de la desaparición de Radio Chilena en 2005.
Transmite música contemporánea, más alguna dosis de pop latino, en diversos programas durante el día. Desde sus inicios, se encuentra en el primer lugar general de sintonía en la región. Varios cantantes conocidos a nivel nacional comenzaron sus carreras en esta estación tales como Lucho Gatica, Ginette Acevedo y Buddy Richard.

## Inicios
Fundada por Jorge Romero Ramírez el 4 de noviembre de 1929. Radio Rancagua "fue" la segunda emisora más antigua del país, convirtiendo a la región en la primera, en tener radio local en la ciudad de Rancagua.
Sus primeros estudios estuvieron hasta principios de los ochenta en la esquina de Recreo con Alameda de Rancagua, estudios donde los artistas de la época hacían sus presentaciones en vivo (en ese entonces, se acostumbraba a invitar público para presenciar los espectáculos).
Jorge Romero Ramírez comenzó las transmisiones radiales con un transmisor fabricado por el mismo, así funcionó la emisora por lo menos unos treinta años. Jorge Romero deja en poder y gerencia de la radio a Carlos Lisperguer Faure quien le da a esta un distintivo en sonido y programas llevándola a posicionarse como una de las mejores de Chile. Luego adquirió un transmisor Bauer. Por ese entonces los transmisores funcionaban con tubos y actualmente está modernizado y se ocupa en situaciones de emergencias, al igual que una antena americana de 98 m que en 1997 fue reemplazada por un Sender de última generación.
La primera planta transmisora de Radio Rancagua estuvo ubicada hasta 1997 en el sector Dintrans de Rancagua, en un predio que pertenecía a don Jorge Romero Ramírez. Luego se trasladó la planta al sector de Lo Conti, comuna de Olivar, desde donde despliega en la actualidad sus ondas sonoras. Hoy en día la radio se encuentra ubicada en Pasaje Hoffmann 61, en la misma ciudad de Rancagua.
Hasta su llegada al dial FM, su frecuencia fue el CC-151 AM. A contar del lunes 22 de noviembre de 2010 sale al aire en la frecuencia 102.9 del dial FM, señal que se mantiene en paralelo con la antigua frecuencia AM. El 19 de agosto de 2015 su señal en el dial FM cambia al 99.5,y su antigua señal en AM deja de ser usada. Su actual propietario es Jorge Romero Acuña, hijo de su fundador.

## Equipo

### Locutores actuales
- Alejandro Pérez
- Luis Moreno
- Jorge Rojas
- Hernan Nano Reyes
- Nicolás Cortés
- Javier Limardo
- Eduardo Fuentes
- Gerardo Álvarez

### Locutores y periodistas antiguos
•Diego Núñez
| - Carlos Lisperguer Faure - Benito Limardo Casanova - Iván Moya Peñaloza - Fidel Azócar - Manuel Villagra Astorga - Pablo César Carrasco Ramírez - Guillermo Moreno Vargas - Robinson Vásquez - Héctor "Tito" Garrido Cabezas - Lorena Cerda - Eduardo Palacios | - Samuel Pérez Goldzveig - Guillermo Rodríguez Rodríguez - Mario Lazo Neira - Juan Carlos Ibáñez Bravo - Iván Astorga Álvarez - Gabriel Aros Manzor - Alejandro Caris Sepúlveda - Renato Lobos Granifo |

### Antiguos radiocontroladores
- Carlos Lisperguer Faure
- Pedro Araneda
- Félix Ahumada
- Johnny Gutiérrez
- Francisco Poblete
- Jorge Escobedo
- Roberson Rodríguez
- Ricardo Rodríguez
- Yerko Zapata

## Programas
| - Cordialmente - Reminiscencias - Medicina Alternativa - Recuerdos en la Rancagua - Magazine El Teniente - Radio Deportes (transmisión e información de los partidos de O'Higgins) | - La Mañana Entretenida - Radio Noticias - Una tarde para pensar - Al Caer el Día - SabaRock - La Hora del Rock Latino |

## Programas antiguos
- Los Madrugadores
- Viva el Deporte
- La Gran Tarde
- En El Aire
- Un Domingo en su Hogar
- El Charro que Canta Bonito
- Los Protagonistas